# Židněves
Židněves település Csehországban, a Mladá Boleslav-i járásban. Židněves Březno, Sukorady, Plazy, Řepov, Kolomuty, Dolní Stakory és Husí Lhota településekkel határos. Lakosainak száma 429 fő (2024. január 1.).

## Népesség
A település lakosságának változását az alábbi diagram mutatja:
| Lakosok száma | 423  | 405  | 418  | 347  | 273  | 326  | 348  | 367  | 384  | 429  |
|               | 1869 | 1900 | 1921 | 1961 | 1980 | 2011 | 2016 | 2019 | 2021 | 2024 |